# Glandulae nasales
Als Glandulae nasales („Nasendrüsen“) werden die verzweigt tubuloazinäre Drüsen der Nasenschleimhaut bezeichnet. Bei Vögeln gibt es zusätzlich eine Nasendrüse (Glandula nasalis), bei Säugetieren die seitliche Nasendrüse.
Die Glandulae nasales sind im vorderen Nasenbereich in der Lamina propria zwischen dem venösen Schwellkörper und dem respiratorischen Epithel lokalisiert. Ihr wässrig-schleimiges (seromuköses) Sekret dient, zusammen mit dem Sekret der Becherzellen der Nasenschleimhaut, der Befeuchtung der Nasenschleimhaut und der Bindung von Fremdpartikeln.
Sie zeichnen sich durch ein verzweigtes Tubulussystem aus und münden mit zahlreichen Ausführungsgängen auf der Nasenschleimhaut.
Die Innervation erfolgt über sympathische Fasern aus dem Plexus caroticus internus, sowie postganglionäre, parasympathische Fasern, welche das Ganglion pterygopalatinum durchziehen bzw. in ihm umgeschaltet wurden und als Nervi nasales posteriores superiores laterales zu den Nasendrüsen ziehen. Die präganglionären Neurone stammen aus dem Nucleus salivatorius superior und sind somit Bestandteil des Nervus intermedius.